# Barringtonia neocaledonica
Barringtonia neocaledonica är en tvåhjärtbladig växtart som beskrevs av Eugène Vieillard. Barringtonia neocaledonica ingår i släktet Barringtonia och familjen Lecythidaceae.
Artens utbredningsområde är Nya Kaledonien. Inga underarter finns listade i Catalogue of Life.

## Bildgalleri

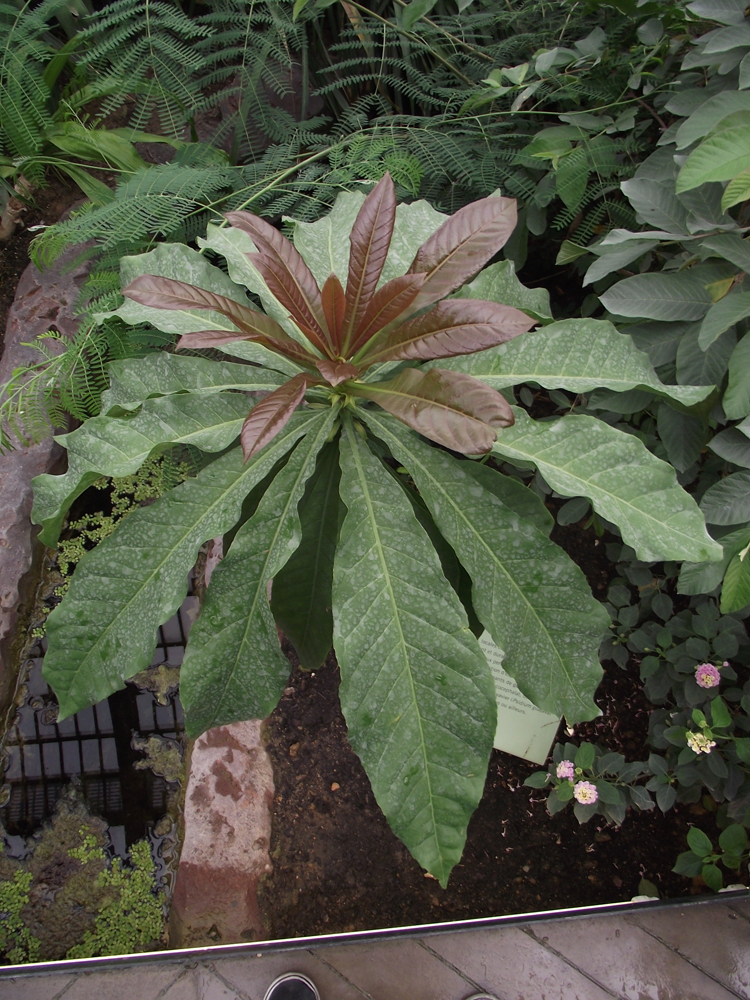